# Giuseppe Calì

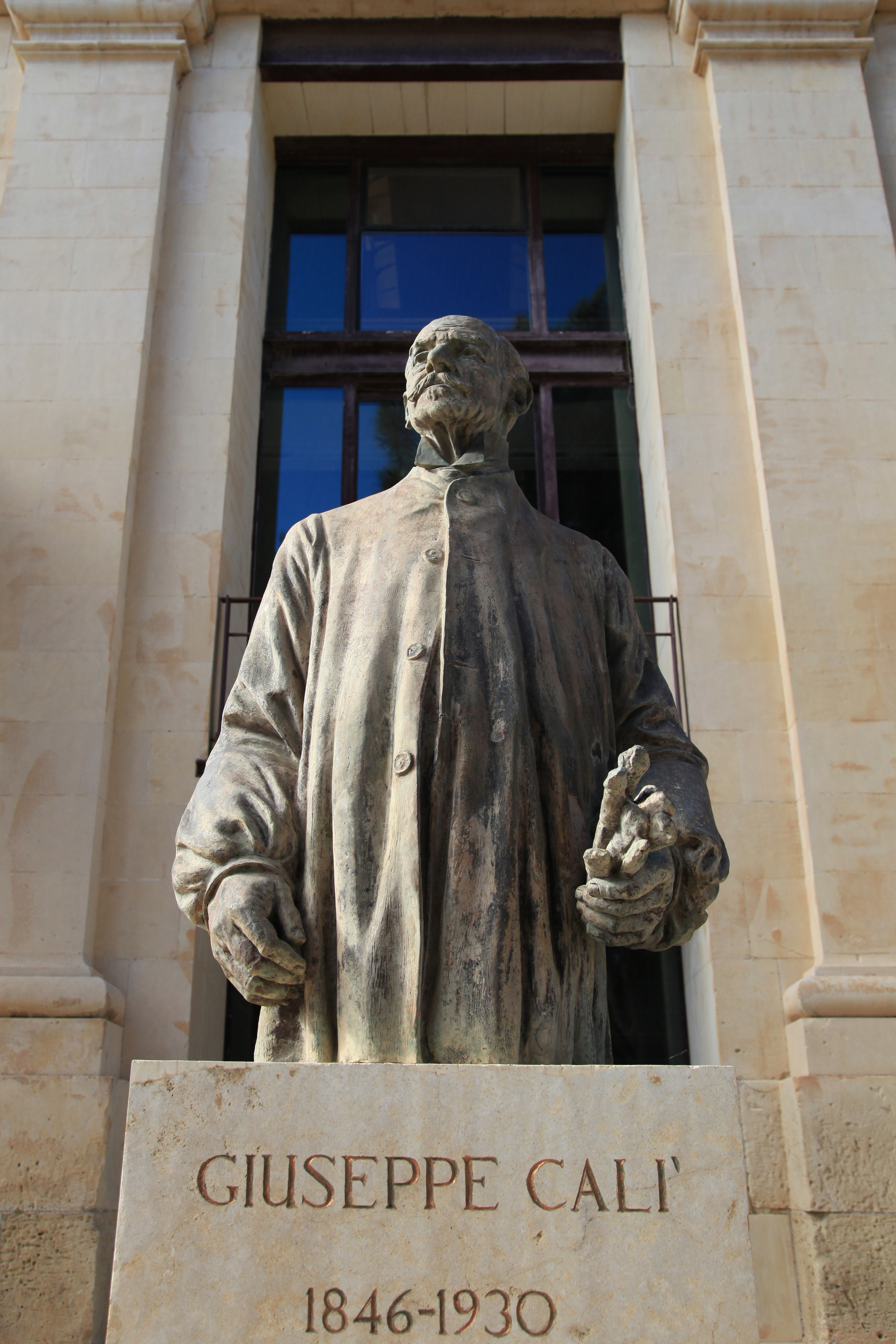
Giuseppe Calì

Giuseppe Cali (Valeta, 14 de agosto de 1846 — 1 de março de 1930) foi um pintor maltês.
Descendente de pais napolitanos e educado na Accademia delle Belle Arti, em Nápoles sob a tutela de Giuseppe Mancinelli. Ele foi um artista prolífico: quase todas as igrejas de qualquer filiação de Malta apresenta um trabalho seu, e de acordo com um de seus netos, foi apelidado "ix-Xitan tal-pinzell" ("O Diabo com o pincel"). Ele morreu em Valleta e foi homenageado pela República de Malta, com uma série de quatro selos postais em 1996, e uma moeda em 2004. Seu filho, Ramiro Calì também foi um pintor.

## Pinturas
- Morte de Dragut (óleo sobre tela, 1867), considerado seu melhor trabalho, agora no Museu de Belas Artes, Valletta
- São Jerônimo e retábulos St Lawrence (óleo sobre tela, 1881), Sacro Cuor igreja paroquial, Sliema.
- Virgem do Rosário (sua primeira obra), e profetas, e episódios da vida de Cristo na igreja paroquial de Mosta.
- Retábulo de São Domingos, na igreja paroquial de Porto Salvo, Valletta
- Retratos do comerciante Agostino Cassar Torregini e do juiz Carbone
- Tre Rome Roma Tre
- Natividade de Jesus Cristo - Luqa Igreja Paroquial
- São Domingos - Luqa Igreja Paroquial
- São Miguel - Luqa Igreja Paroquial
- Sagrado Coração de Jesus (destruída durante a II Guerra Mundial) - Igreja Paroquial Luqa
- Igreja Paroquial Saint Paul e Saint Catherine VM - Luqa Igreja Paroquial
- Apoteose do São Francisco, Igreja de S. Francesco, Valletta.
- Gozo Sagrado Coração de Jesus, Fontana igreja paroquial, Fontana, Gozo
- A Assunção de Maria, a igreja Qrendi
- Birkirkara Abside principal, abside capela menor e São José, Santa Helena Basílica, Birkirkara
- Quatro putti no hall de entrada da Alhambra - a hispano-mourisca de casas geminadas (uma das duas casas de estilos semelhantes) em Triq Rudolfu, Sliema. Casas foram concebidos pelo arquitecto maltês Luigi Emanuele Galizia (1830-1906).